# Volinus
Genre
Volinus est un genre d'insectes de l'ordre des coléoptères, de la super-famille des Scarabaeoidea (scarabées), de la famille des Scarabaeidae.

## Liste des espèces
Selon BioLib (3 déc. 2014)
- Volinus signifer (Mulsant & Rey, 1870)
- Volinus sticticus (Panzer, 1798) - syn. : Aphodius sticticus[2].

En Europe, ce genre de coléoptère n'est représenté que par une seule espèce :
- Volinus sticticus (Panzer, 1798)